# Lathys sindi
Lathys sindi là một loài nhện trong họ Dictynidae.
Loài này thuộc chi Lathys. Lathys sindi được Lodovico di Caporiacco miêu tả năm 1934.